# Michael Withers
Michael Rodney Withers (Trowbridge, 1º febbraio 1938) è un ex pallanuotista australiano, di ruolo portiere.

## Carriera
Portiere dagli ottimi riflessi, ricopre il ruolo di portiere della Nazionale australiana nelle Olimpiadi del 1960, del 1964 e del 1972, per un totale di dodici anni di carriera nella Nazionale e 149 presenze.
Nel 2011 entrò a far parte della Australian Water Polo Hall of Fame, dove vengono ricordati tutti i più grandi pallanuotisti australiani.